# مارتن آدم
مارتن آدم (بالمجرية: Ádám Martin)‏ هو لاعب كرة قدم مجري في مركز الهجوم، ولد في 6 نوفمبر 1994 في بودابست في المجر. لعب مع نادي فاساس.

## وصلات خارجية
- مارتن آدم على موقع اتحاد المجر (الهنغارية)
- مارتن آدم على موقع دوري كوريا الجنوبية (الإنجليزية)
- مارتن آدم على موقع قاعدة بيانات كرة القدم.إي يو (الإنجليزية)
- مارتن آدم على موقع ناشيونال فوتبول تيمز (الإنجليزية)
- مارتن آدم على موقع Soccerway.com (الإنجليزية)
- مارتن آدم على موقع عالم كرة القدم.نت (الإنجليزية)